# Amolops caelumnoctis
Amolops caelumnoctis е вид жаба от семейство Водни жаби (Ranidae).

## Разпространение
Видът е разпространен в Китай.